# 글래스베이거스
글래스베이거스(Glasvegas)는 스코틀랜드의 록 밴드이다.